# Красний Посьолок (Тверська область)
Красний Посьолок (рос. Красный Посёлок) — присілок в Старицькому районі Тверської області Російської Федерації.
Населення становить 0 осіб. Входить до складу муніципального утворення Степуринське сільське поселення.

## Історія
Від 2005 року входить до складу муніципального утворення Степуринське сільське поселення. Раніше населений пункт належав до Болдиревського сільського округу.

## Населення
| 2008 | 2010 |
| ---- | ---- |
| 0    | →0   |